# Оук-Ридж (округ Кук, Техас)
Оук-Ридж (англ. Oak Ridge) — місто (англ. town) в США, в окрузі Кук штату Техас. Населення — 242 особи (2020).

## Географія
Оук-Ридж розташований за координатами 33°38′53″ пн. ш. 97°2′19″ зх. д. / 33.64806° пн. ш. 97.03861° зх. д. (33.648122, -97.038507).  За даними Бюро перепису населення США в 2010 році місто мало площу 0,29 км², уся площа — суходіл.

## Демографія
Згідно з переписом 2010 року, у селищі мешкала 141 особа в 51 домогосподарстві у складі 37 родин. Густота населення становила 482 особи/км².  Було 66 помешкань (225/км²).
Расовий склад населення:
| - 94,3 % — білих - 2,1 % — корінних американців - 2,1 % — осіб інших рас |

До двох чи більше рас належало 1,4 %. Частка іспаномовних становила 9,9 % від усіх жителів.
За віковим діапазоном населення розподілялося таким чином: 26,2 % — особи молодші 18 років, 65,3 % — особи у віці 18—64 років, 8,5 % — особи у віці 65 років та старші. Медіана віку мешканця становила 37,2 року. На 100 осіб жіночої статі у селищі припадало 98,6 чоловіків;  на 100 жінок у віці від 18 років та старших — 108,0 чоловіків також старших 18 років.
Середній дохід на одне домашнє господарство  становив 59 141 долар США (медіана — 42 188), а середній дохід на одну сім'ю — 66 338 доларів (медіана — 47 969). За межею бідності перебувало 3,2 % осіб, у тому числі 0,0 % дітей у віці до 18 років та 18,2 % осіб у віці 65 років та старших.
Цивільне працевлаштоване населення становило 79 осіб. Основні галузі зайнятості: виробництво — 36,7 %, мистецтво, розваги та відпочинок — 20,3 %, роздрібна торгівля — 16,5 %.